# Horky (přírodní památka)
Horky jsou přírodní památka, původně vyhlášená jako přírodní rezervace ev. č. 1489, na jihozápadě katastrálního území Milotice, v severozápadním svahu vrchu Náklo v okrese Hodonín. Nařízením č.8 Jihomoravského kraje ze dne 25. srpna 2016 byla zrušena původní vyhláška ONV Hodonín č. 1605/89-13 a území vyhlášeno jako přírodní památka.
Důvodem ochrany je komplex suché varianty širokolistých trávníků bělokarpatského typu se zastoupením úzkolistých suchých trávníků včetně nejpočetnější populace hadince nachového (Echium russicum) v České republice a porosty nízkých xerofilních křovin.

## Fotogalerie

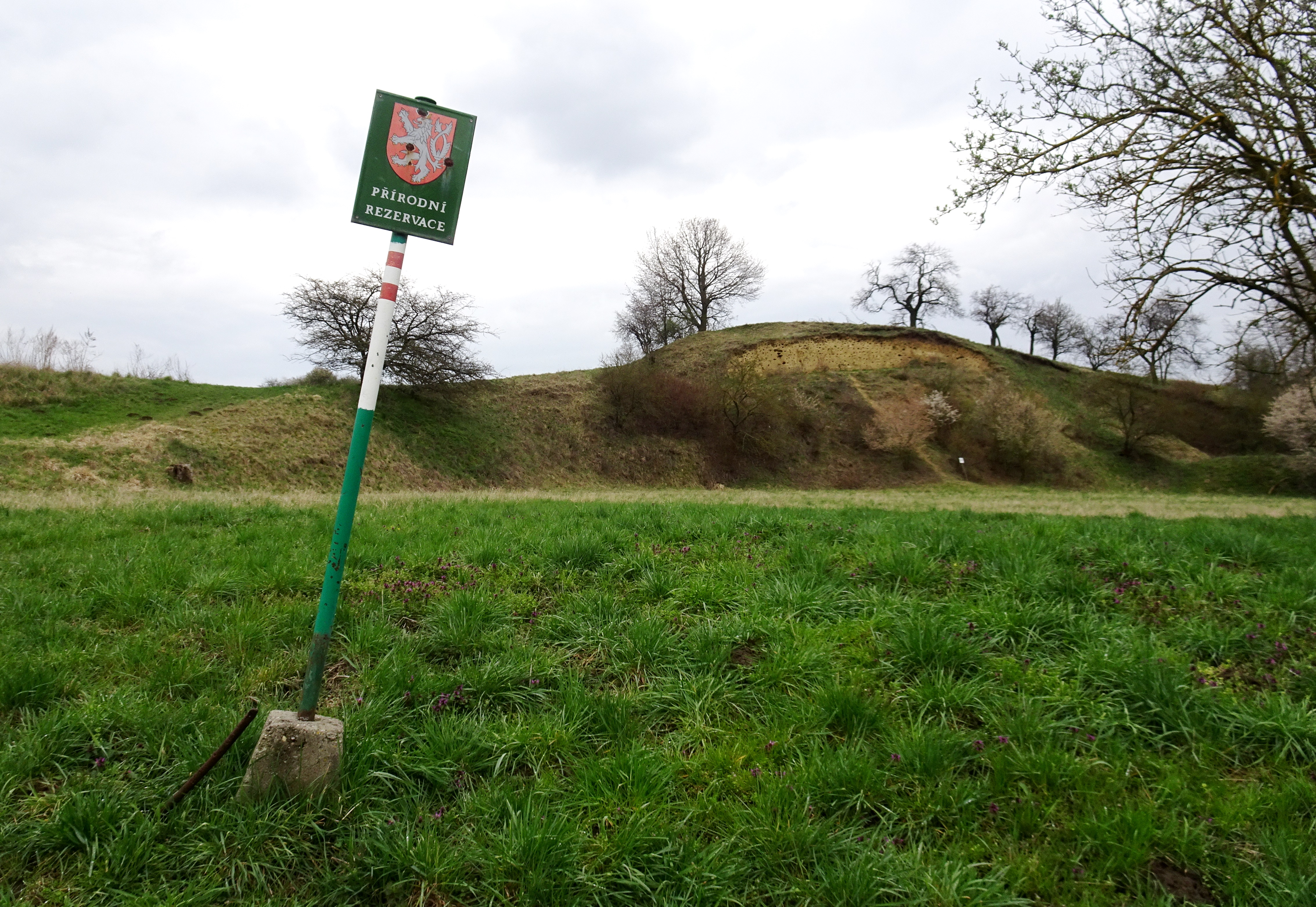
Tabulka na okraji přírodní památky
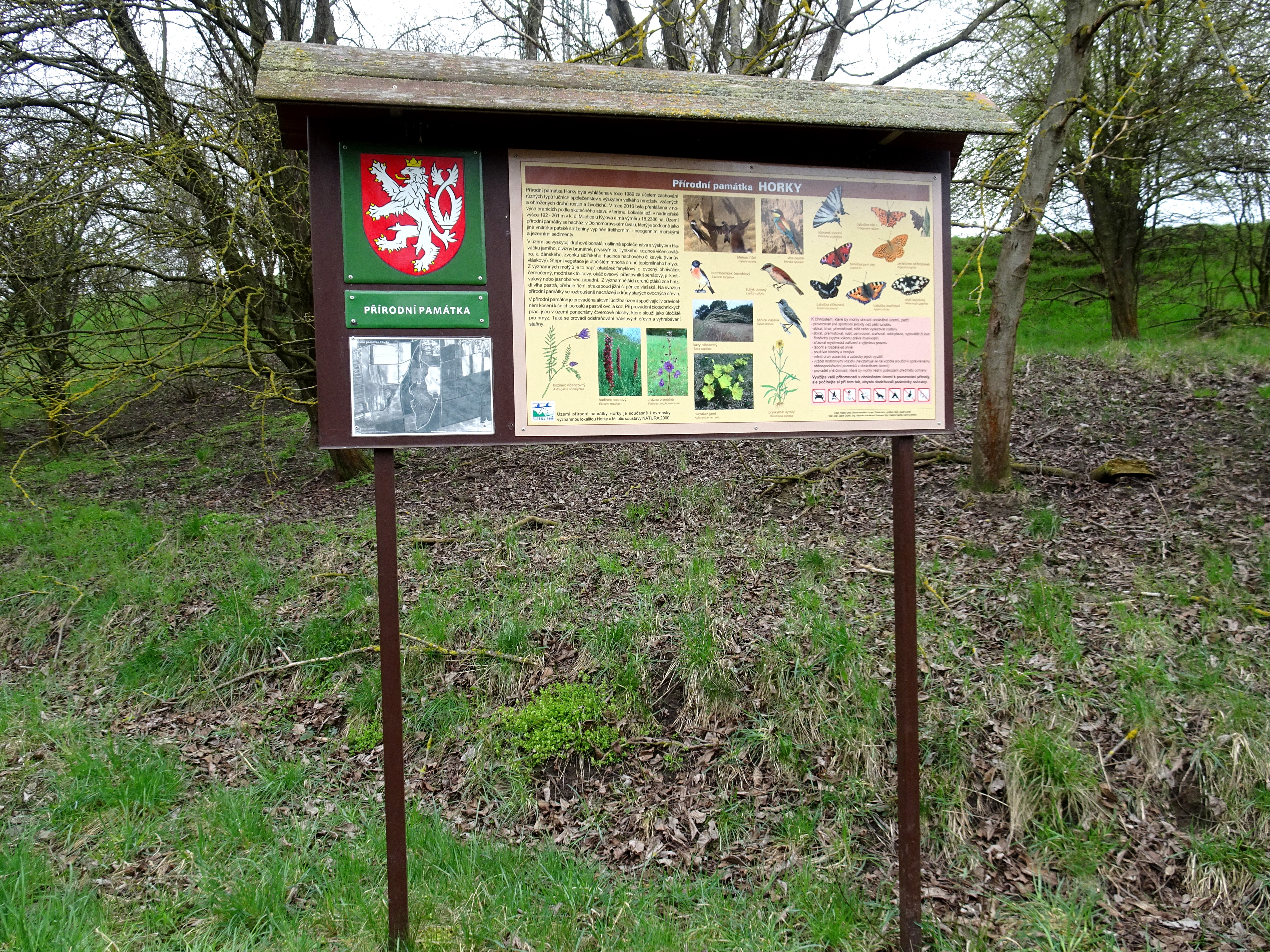
Informace
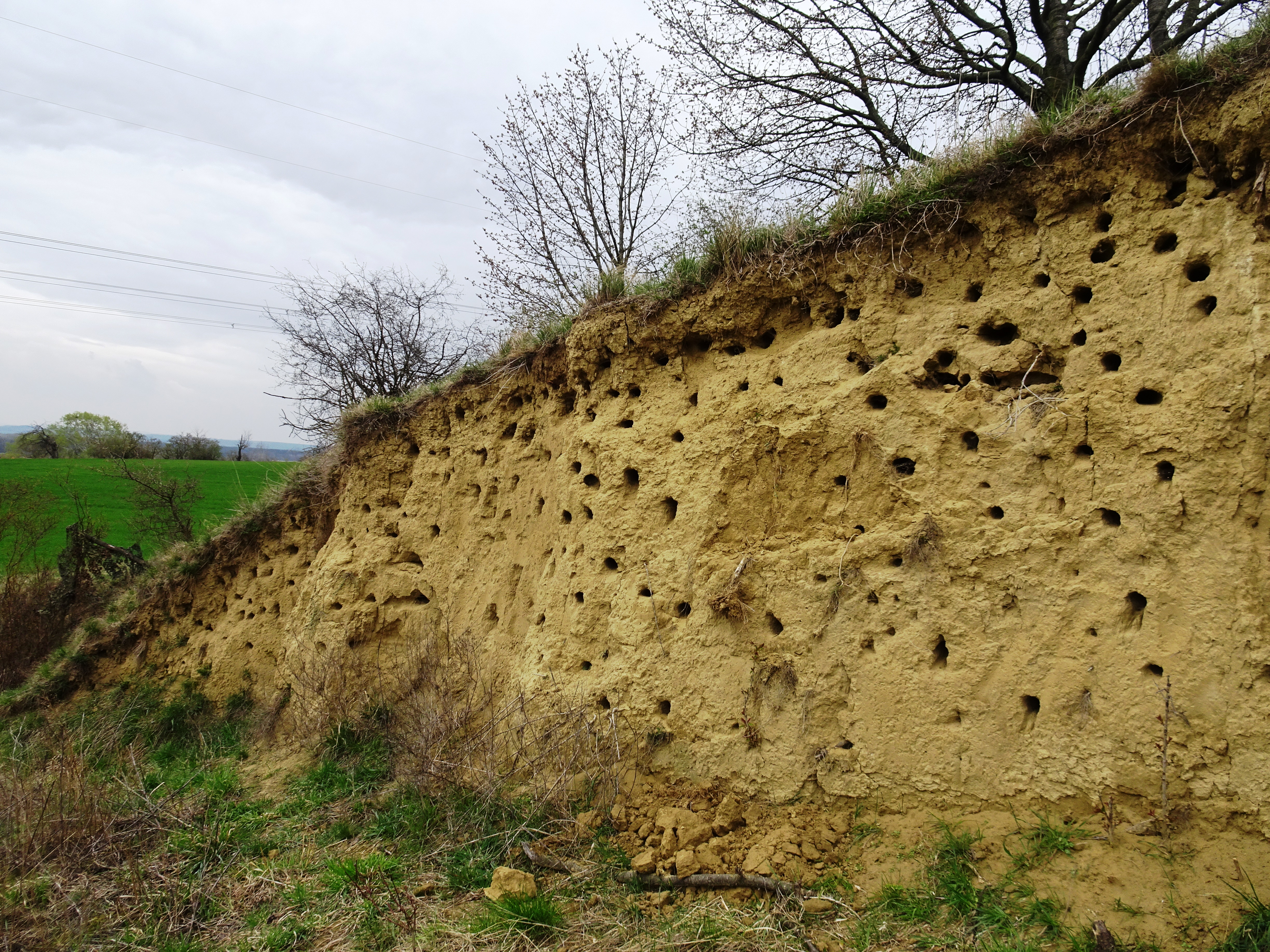
Hnízdiště vlhy pestré
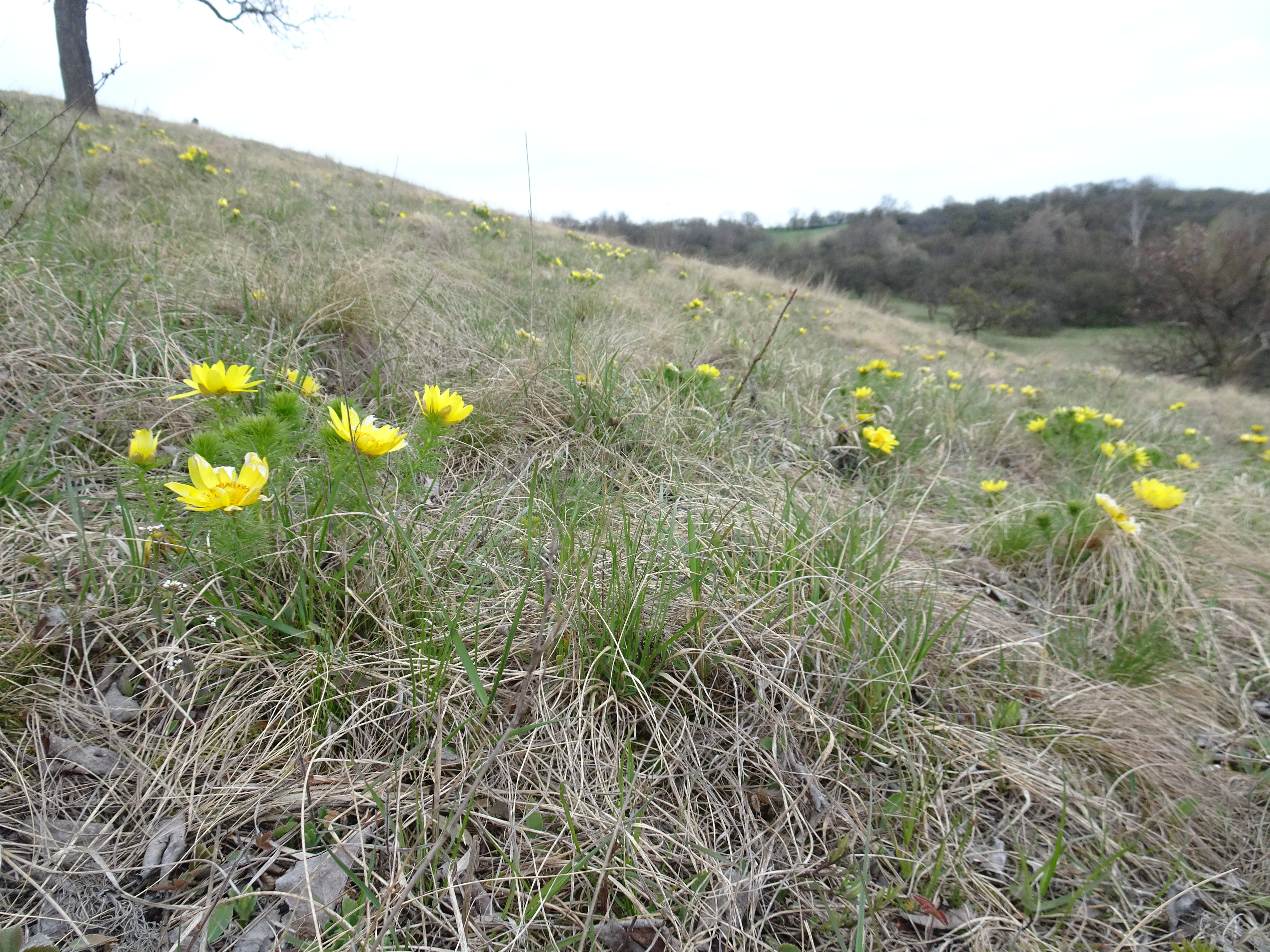
Hlaváček jarní 9. dubna 2023
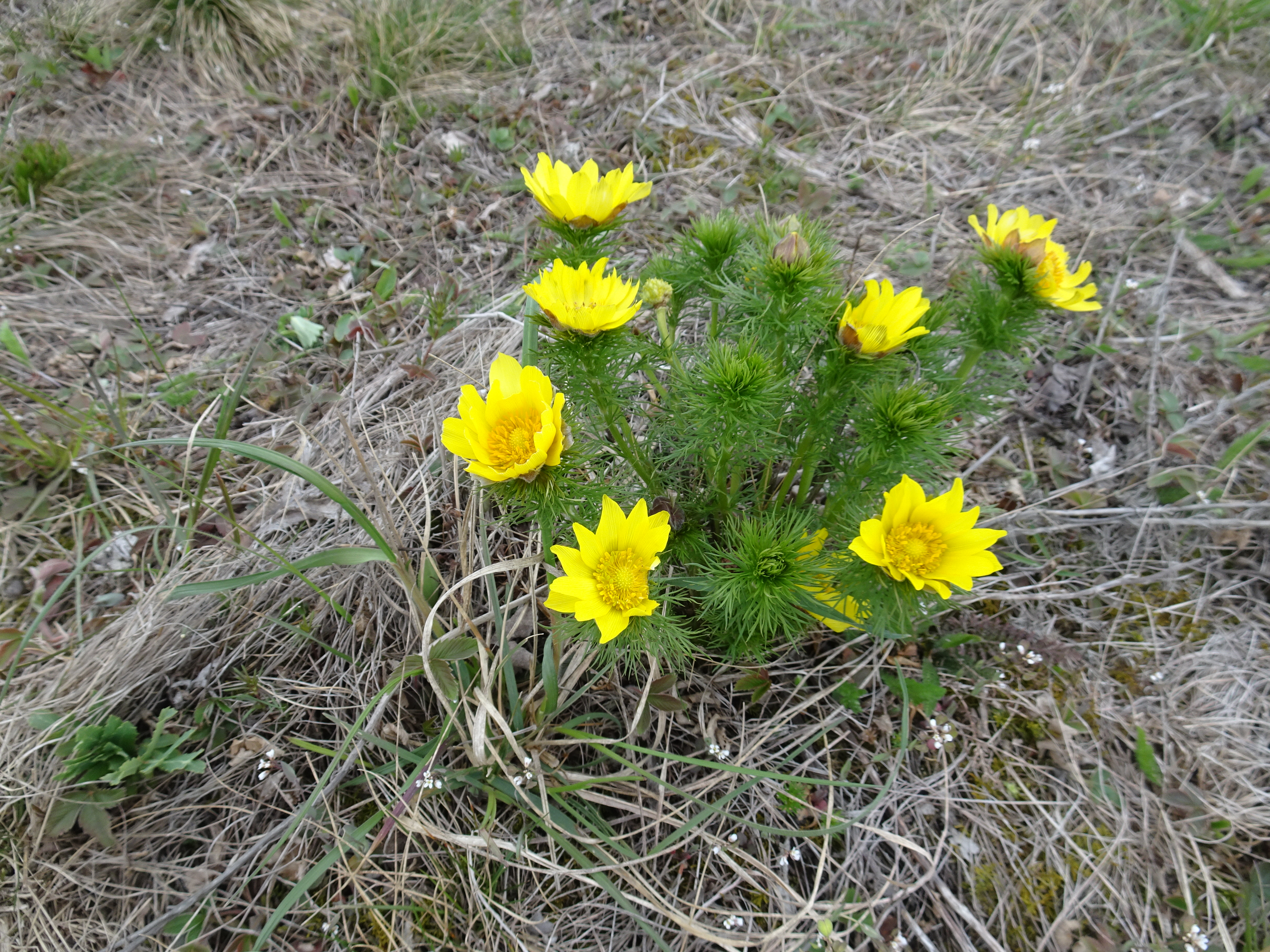
Kvetoucí hlaváček jarní
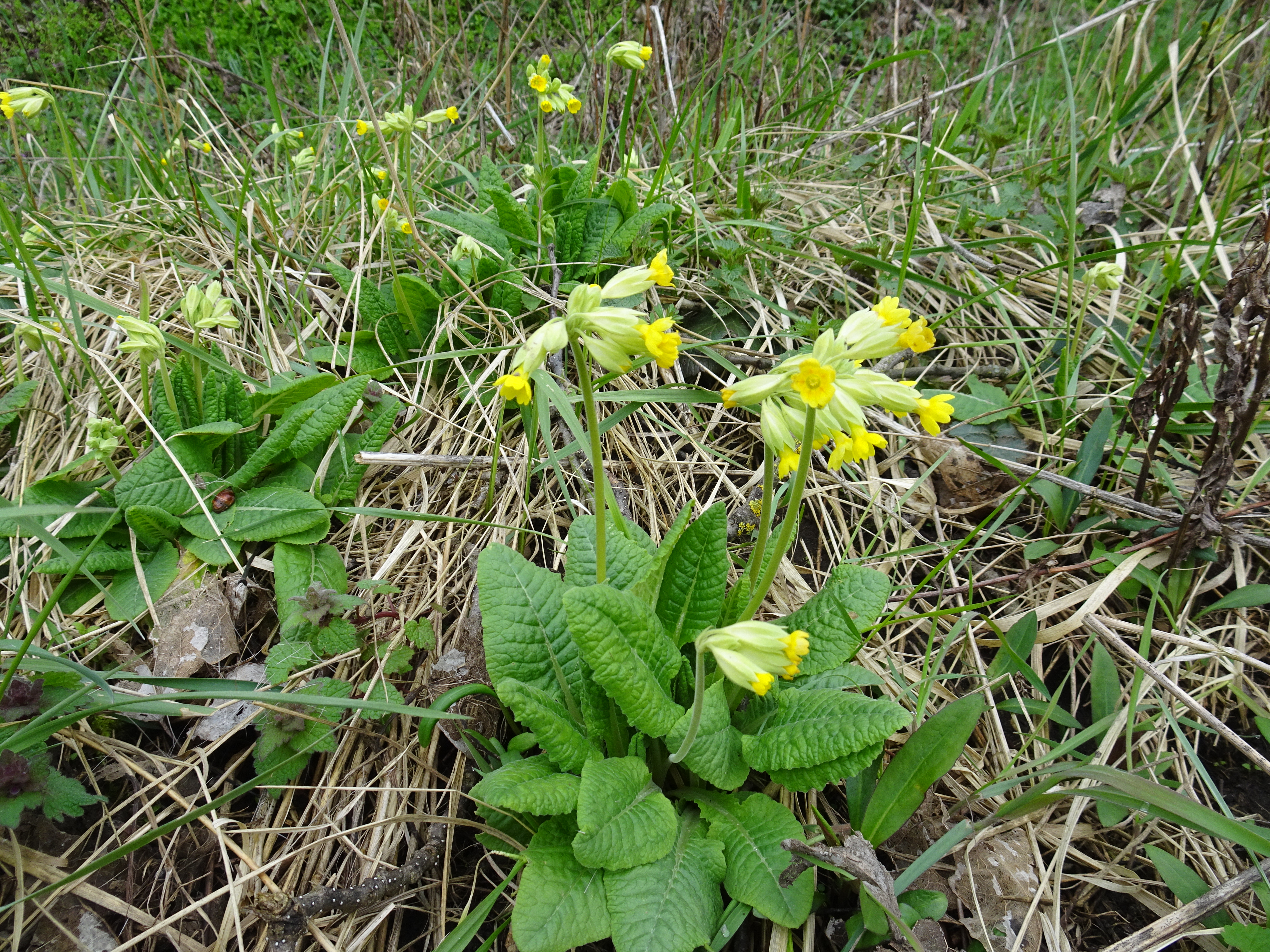
Prvosenka jarní